# Atractodes faeroeensis
Atractodes faeroeensis là một loài tò vò trong họ Ichneumonidae.